# رئران
شهر رئران (به فرانسوی: Raeren) در شهرستان ورویه در استان لیئژ در منطقه فدرال والوون در کشور بلژیک واقع شده‌است.

## نگارخانه

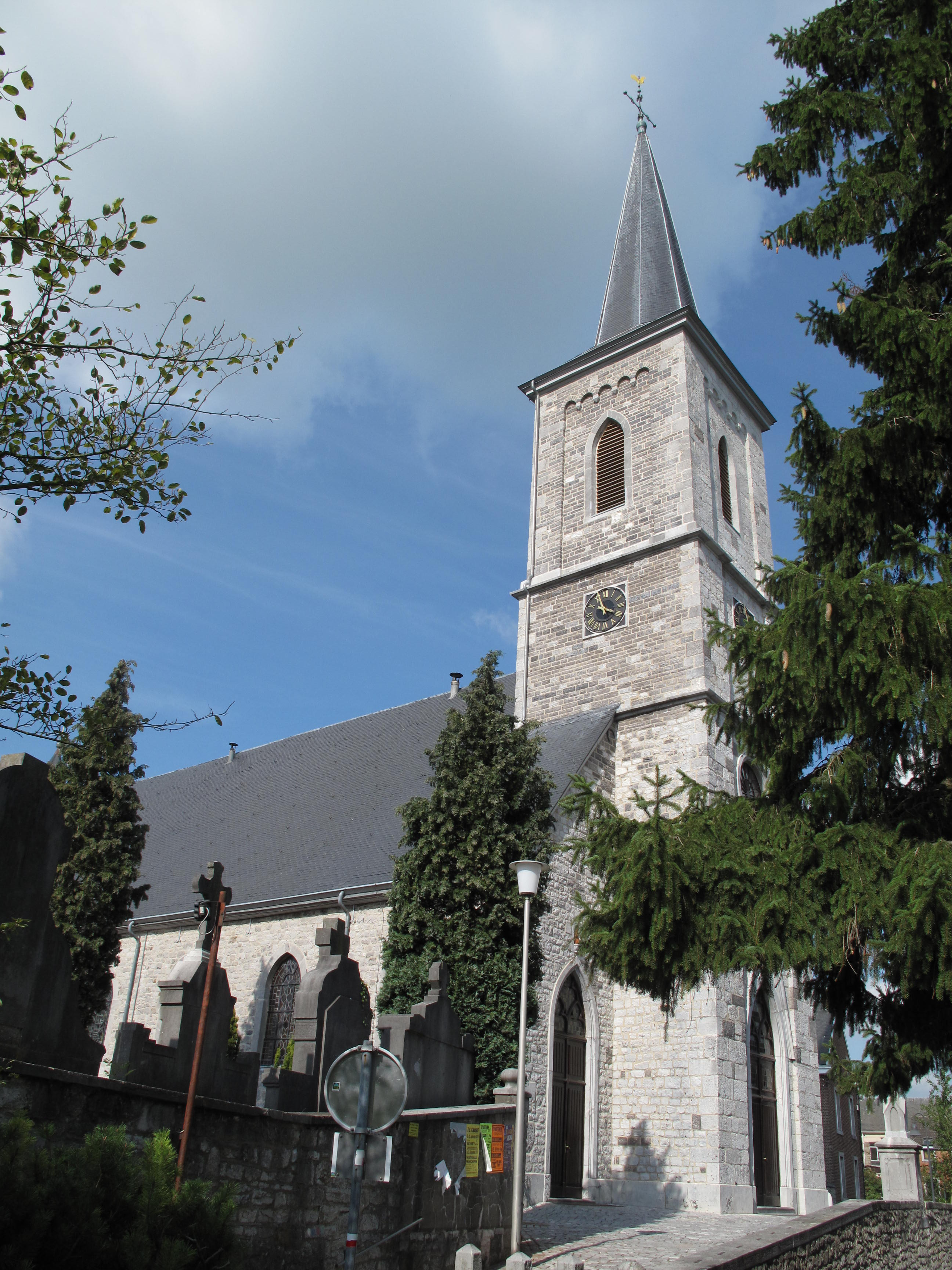
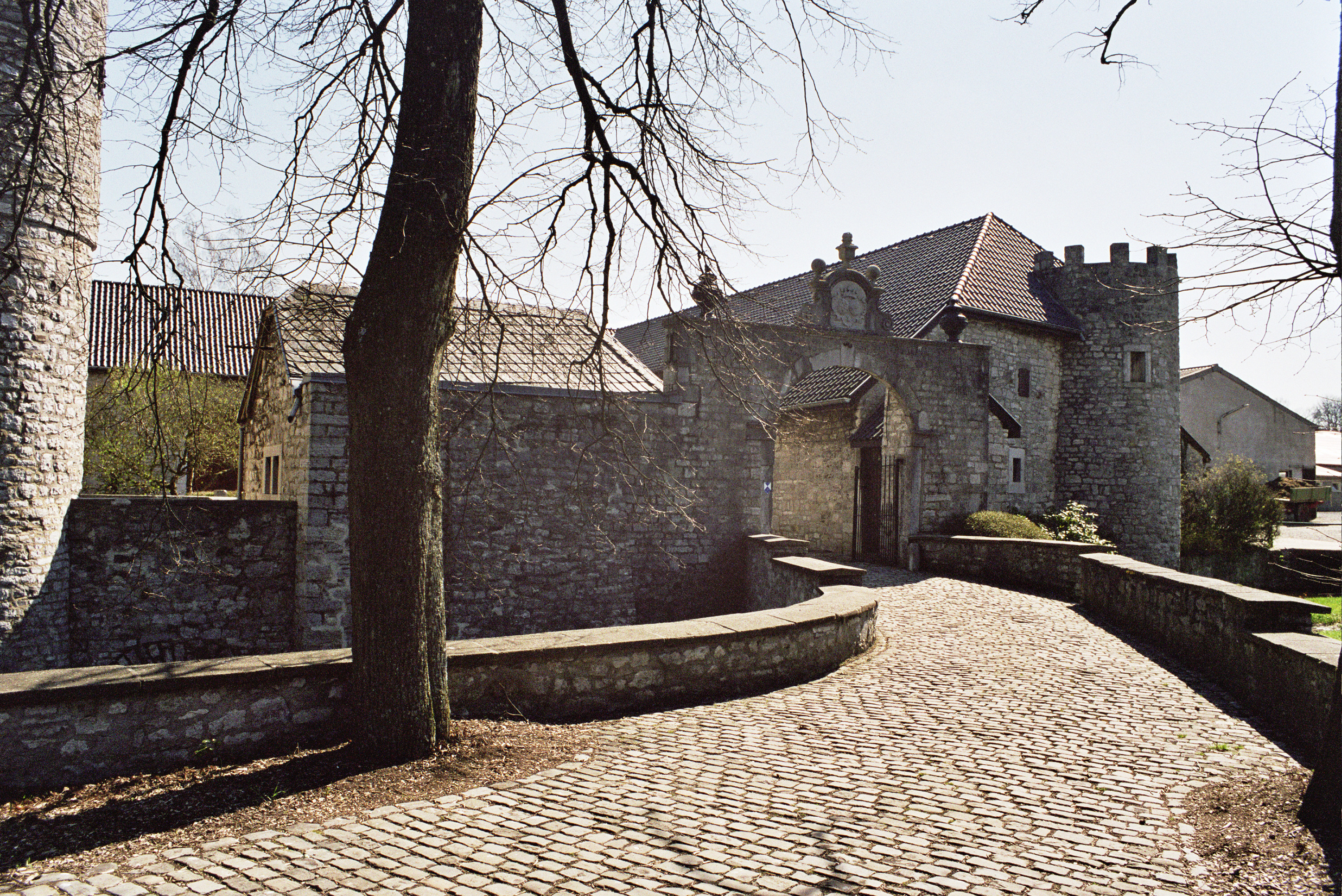